# جنيفر تود
جنيفر تود (بالإنجليزية: Jennifer Todd)‏ هي منتجة أفلام أمريكية، ولدت في 3 أكتوبر 1969 في لوس أنجلوس في الولايات المتحدة.

## وصلات خارجية
- جنيفر تود على موقع IMDb (الإنجليزية)
- جنيفر تود على موقع قاعدة بيانات الفيلم (الإنجليزية)